# Symplocos coreana
Symplocos coreana är en tvåhjärtbladig växtart som först beskrevs av Leveille, och fick sitt nu gällande namn av Jisaburo Ohwi. Symplocos coreana ingår i släktet Symplocos och familjen Symplocaceae. Inga underarter finns listade i Catalogue of Life.